# Kiraz Mevsimi
Kiraz Mevsimi (en español: Temporada de cerezas) es una serie de televisión turca de 2014, producida por Süreç Film y emitida por Fox Turquía.

## Trama
Öykü es una modesta joven que vive con su madre, Meral, y su hermano menor, Cem. Es una prometedora diseñadora de modas con grandes ambiciones dentro de la industria. Desde su niñez ha estado enamorada de Mete, pero él se enamora de su mejor amiga, Şeyma. La vida acercará a Öykü con Ayaz, el mejor amigo de Mete e hijo de su diseñadora favorita.

## Reparto
- Özge Gürel como Öykü Acar.
- Serkan Çayoğlu como Ayaz Dinçer.
- Dağhan Külegeç como Mete Uyar.
- Nilperi Şahinkaya como Şeyma Çetin.
- Neslihan Yeldan como Önem Dinçer.
- Atilla Saral como Mehmet Karaylı.
- Fatma Toptaş como Sibel Korkmaz.
- Ayşegül Ünsal como Meral Acar.
- Hakan Çimenser como Bülent Uyar.
- Nezih Cihan Aksoy como Olcay.
- Canan Sanan como Gülseren Çetin.
- Aras Aydın como Emre Yiğit.
- Nihal Işıksaçan como Burcu Uyar.
- Serkan Börekyemez como İlker Korkmaz.
- Bülent Düzgünoğlu como Sabit Duran.
- Eda Çatalcam como Şirin.
- Burak Şahin Gönültaş como Doğan Çetin.
- Tamer Berke Sarıkaya como Cem Acar.
- Özge İnce como Naz Hoşgör.
- Özgür Çevik como Derin Aydın.
- Nil Özkul como Işık.
- Hasan Şahintürk como Kemal Acar.
- Jale Arıkan como Monika Sessa.
- Serdar Çakmak como Rıza.
- Necip Everest como Bora.
- Kubilay Penbeklioğlu como Orhan.
- Hazım Körmükçü como Evren.
- Eylem Şenkal como Setenay Ateş.
- Özgür Ege Nalcı como Emirhan Ateş.
- Atilla Saral como Mehmet
- Cihat Tamer como Salih.
- Bilge Şen como Sakız.
- Rodrigo Pfuña Como Itkis.

## Temporadas
| Temporada | Temporada | Episodios | Rango de episodios | Emisión original     | Emisión original        |
| Temporada | Temporada | Episodios | Rango de episodios | Inicio               | Final                   |
| --------- | --------- | --------- | ------------------ | -------------------- | ----------------------- |
|           | 1         | 51        | 1 - 51             | 4 de julio de 2014   | 27 de junio de 2015     |
|           | 2         | 8         | 52 - 59            | 3 de octubre de 2015 | 28 de noviembre de 2015 |

## Premios y nominaciones
| Año  | Premios               | Categoría             | Nominado(a)   | Resultado | Ref.  |
| ---- | --------------------- | --------------------- | ------------- | --------- | ----- |
| 2015 | Premios Altın Kelebek | Mejor música de serie | Kiraz Mevsimi | Ganadora  | [ 3 ] |